# 普卢伊内克 (菲尼斯泰尔省)
普卢伊内克（法語：Plouhinec，法語發音：[pluinɛk]）是法国菲尼斯泰尔省的一个市镇，位于该省西南部，属于坎佩尔区。

## 地理
普卢伊内克（48°0'54"N, 4°29'10"W）面积28.05 平方千米，位于法国布列塔尼大區菲尼斯泰尔省，该省份为法国最西部的省份，位于布列塔尼半岛西部，北西南三面环大西洋，东临阿摩尔滨海省和莫尔比昂省。
与普卢伊内克接壤的市镇（或旧市镇、城区）包括：马阿隆、普洛泽韦、蓬克鲁瓦、欧迪耶讷。

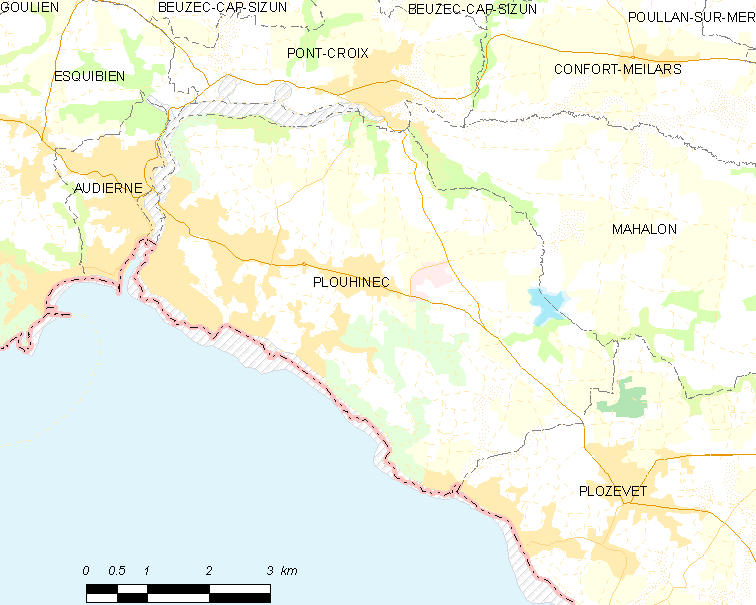
的OSM定位图

普卢伊内克的时区为UTC+01:00、UTC+02:00（夏令时）。

## 行政
普卢伊内克的邮政编码为29780，INSEE市镇编码为29197。

## 政治
普卢伊内克所属的省级选区为杜瓦讷内县。

## 人口

1962-2008年间人口变化图示

普卢伊内克于2022年1月1日时的人口数量为3923人。